# Lionello Bertoldi
Lionello Bertoldi (Levico Terme, 31 agosto 1928 – Bolzano, 21 aprile 2022) è stato un politico italiano.

## Biografia
Consigliere comunale a Laives e poi a Bolzano del Partito Comunista Italiano fra il 1964 e il 1988, venne poi eletto al Senato della Repubblica nelle file del PCI nel 1987. In seguito alla svolta della Bolognina, aderì al Partito Democratico della Sinistra, che rappresentò a Palazzo Madama fino al 1992.
Successivamente fu presidente dell'ANPI provinciale di Bolzano.
È morto all'età di 93 anni nell'aprile del 2022.